# Michael Wulf
Michael Wulf est un guitariste allemand de thrash metal.

## Biographie
En 1985, il rejoint le groupe Kreator avec qui il participe à l'album Pleasure to Kill ; en 1986, s'il ne joue pas sur l'album, il est en photo avec les autres membres.
Après avoir quitté Kreator, il rejoint un autre groupe de thrash metal Sodom avec qui il enregistre l'album Obsessed by Cruelty, où il apparaît sous le pseudonyme Destructor. Il est remplacé en 1987 par le guitariste Frank Blackfire.
Il meurt d'un accident de moto en 1993.

## Discographie
Avec Kreator
- Pleasure to Kill (1986)

Avec Sodom
- Obsessed by Cruelty (1986)